# 2925 Beatty
2925 Beatty је астероид главног астероидног појаса са средњом удаљеношћу од Сунца која износи 2,385 астрономских јединица (АЈ).
Апсолутна магнитуда астероида је 14,0.